# IntercontinentalExchange

Reprodução do logo da Intercontinental Exchange, Inc. (ice)

A Intercontinental Exchange (NYSE: ICE, B3: I1CE34) é uma empresa norte-americana que comercializa via internet futuros e derivativos no mercado de balcão (over-the-counter). Tem sede em Atlanta e escritórios em Calgary, Chicago, Houston, London, New York e Singapura.

## Commodities comercializadas
- Petróleo e derivados
- Gás natural
- Energia
- Emissiões
- Carvão